# Верхнеигнашкино
Верхнеигнашкино (чув. Çирӗклӗ Тук) — село в Грачёвском районе Оренбургской области, административный центр Верхнеигнашкинского сельсовета.

## География
Находится на расстоянии примерно 12 километров по прямой на восток-северо-восток от районного центра села Грачёвка.

## История
Основано в 1709 году чувашами-язычниками. С 1836 года начали селиться и русские. В советское время работали колхозы «Канаш» и им. Фрунзе. Историческое название «Ҫирêклê» (Ольховка).

## Население
Население составляло 691 человека (65 % чуваши, 30 % русские) по переписи 2002 года, 535 по переписи 2010 года. В 2020 году население составляет 558 человек.